# Hieracium decipiens
Hieracium decipiens es una especie de planta con flor del género Hieracium, de la familia Asteraceae, orden Asterales.

## Distribución
Hieracium decipiens se distribuye por Noruega.

## Taxonomía
Fue descrita científicamente por Tausch. Fue publicada en Flora 11(1, Ergänzungsbl.).